# Lijst van nummer 1-albums in de Nederlandse Album Top 100 in 2011
Onderstaande albums stonden in 2011 op nummer 1 in de Nederlandse Album Top 100. De lijst wordt samengesteld door GfK Dutch Charts.
| Nummer | Datum        | Artiest                 | Titel                                          |
| ------ | ------------ | ----------------------- | ---------------------------------------------- |
| 605    | 1 januari    | Caro Emerald            | Deleted Scenes from the Cutting Room Floor     |
| 615    | 8 januari    | Los Angeles: The Voices | Los Angeles                                    |
| 613    | 15 januari   | Marco Borsato           | Dromen durven delen                            |
| 616    | 22 januari   | Bruno Mars              | Doo-Wops & Hooligans                           |
| 617    | 29 januari   | Adele                   | 21                                             |
|        | 5 februari   | Adele                   | 21                                             |
|        | 12 februari  | Adele                   | 21                                             |
|        | 19 februari  | Adele                   | 21                                             |
|        | 26 februari  | Adele                   | 21                                             |
| 618    | 5 maart      | BLØF                    | Alles blijft anders                            |
| 617    | 12 maart     | Adele                   | 21                                             |
|        | 19 maart     | Adele                   | 21                                             |
|        | 26 maart     | Adele                   | 21                                             |
|        | 2 april      | Adele                   | 21                                             |
|        | 9 april      | Adele                   | 21                                             |
|        | 16 april     | Adele                   | 21                                             |
|        | 23 april     | Adele                   | 21                                             |
| 619    | 30 april     | Ben Saunders            | You thought you knew me by now                 |
| 617    | 7 mei        | Adele                   | 21                                             |
|        | 14 mei       | Adele                   | 21                                             |
| 620    | 21 mei       | Guus Meeuwis            | Armen open                                     |
| 621    | 28 mei       | Anouk                   | To Get Her Together                            |
| 617    | 4 juni       | Adele                   | 21                                             |
|        | 11 juni      | Adele                   | 21                                             |
|        | 18 juni      | Adele                   | 21                                             |
|        | 25 juni      | Adele                   | 21                                             |
|        | 2 juli       | Adele                   | 21                                             |
|        | 9 juli       | Adele                   | 21                                             |
|        | 16 juli      | Adele                   | 21                                             |
|        | 23 juli      | Adele                   | 21                                             |
|        | 30 juli      | Adele                   | 21                                             |
| 566    | 6 augustus   | Amy Winehouse           | Back to Black                                  |
| 617    | 13 augustus  | Adele                   | 21                                             |
|        | 20 augustus  | Adele                   | 21                                             |
|        | 27 augustus  | Adele                   | 21                                             |
| 622    | 3 september  | Red Hot Chili Peppers   | I'm with You                                   |
| 623    | 10 september | Toppers                 | Toppers in concert 2011                        |
| 617    | 17 september | Adele                   | 21                                             |
| 624    | 24 september | SuperHeavy              | SuperHeavy                                     |
| 625    | 1 oktober    | De Dijk                 | Scherp de zeis                                 |
| 617    | 8 oktober    | Adele                   | 21                                             |
|        | 15 oktober   | Adele                   | 21                                             |
|        | 22 oktober   | Adele                   | 21                                             |
| 626    | 29 oktober   | Coldplay                | Mylo Xyloto                                    |
| 627    | 5 november   | Frans Bauer             | Gloednieuw                                     |
| 628    | 12 november  | Los Angeles: The Voices | Los Angeles The Voices II - Because we believe |
| 629    | 19 november  | Snow Patrol             | Fallen Empires                                 |
| 630    | 26 november  | K3                      | Eyo!                                           |
| 631    | 3 december   | Nick & Simon            | Symphonica in Rosso                            |
| 632    | 10 december  | Amy Winehouse           | Lioness: Hidden treasures                      |
| 633    | 17 december  | Michael Bublé           | Christmas                                      |
|        | 24 december  | Michael Bublé           | Christmas                                      |
|        | 31 december  | Michael Bublé           | Christmas                                      |

Lijsten van nummer 1-albums in de Nederlandse Album Top 100

1969 ·
1970 ·
1971 ·
1972 ·
1973 ·
1974 ·
1975 ·
1976 ·
1977 ·
1978 ·
1979 ·
1980 ·
1981 ·
1982 ·
1983 ·
1984 ·
1985 ·
1986 ·
1987 ·
1988 ·
1989 ·
1990 ·
1991 ·
1992 ·
1993 ·
1994 ·
1995 ·
1996 ·
1997 ·
1998 ·
1999 ·
2000 ·
2001 ·
2002 ·
2003 ·
2004 ·
2005 ·
2006 ·
2007 ·
2008 ·
2009 ·
2010 ·
2011 ·
2012 ·
2013 ·
2014 ·
2015 ·
2016 ·
2017 ·
2018 ·
2019 ·
2020 ·
2021 ·
2022 ·
2023 ·
2024 ·
2025

Lijsten van nummer 1-albums van de Stichting Nederlandse Top 40

1969 ·
1970 ·
1971 ·
1972 ·
1973 ·
1974 ·
1975 ·
1976 ·
1977 ·
1978 ·
1979 ·
1980 ·
1981 ·
1982 ·
1983 ·
1984 ·
1985 ·
1986 ·
1987 ·
1988 ·
1989 ·
1990 ·
1991 ·
1992 ·
1993 ·
1994 ·
1995 ·
1996 ·
1997 ·
1998 ·
1999 ·
2011 ·
2012 ·
2013 ·
2014 ·
2015
- Nederland
- Nederland (Album Top 40)
- Vlaanderen
- Verenigde Staten